# Коккайнарський сільський округ
Коккайна́рський сільський округ (каз. Көкқайнар ауылдық округі, рос. Коккайнарский сельский округ) — адміністративна одиниця у складі Шуського району Жамбильської області Казахстану. Адміністративний центр — село Коккайнар.
Населення — 1659 осіб (2021; 1413 у 2009, 1543 у 1999, 1556 у 1989).
Станом на 1989 рік існувала Коккайнарська сільська рада (село Коккайнар). 1997 року до складу Коккайнарського сільського округу приєднано Жанашуський сільський округ, 2001 року зі складу Коккайнарського сільського округу виділено Аксуський сільський округ.